# Wahlkreis Agrigent (Camera dei deputati)
Der Wahlkreis Agrigent war von 1993 bis 2005 und ist seit 2017 wieder ein Wahlkreis (italienisch collegio elettorale) für die Wahl der Abgeordnetenkammer.

## Von 1993 bis 2005

### Wahlkreisgebiet
Der Wahlkreis umfasste 12 Gemeinden (Agrigento, Aragona, Cattolica Eraclea, Joppolo Giancaxio, Lampedusa e Linosa, Montallegro, Porto Empedocle, Raffadali, Realmonte, Sant’Angelo Muxaro, Santa Elisabetta und Siculiana).

### Wahlergebnisse

#### Parlamentswahl 1994

##### Direktstimmen
| Kandidaten               | Kandidaten               | Parteien                                          | Stimmen | %    |
| ------------------------ | ------------------------ | ------------------------------------------------- | ------- | ---- |
|                          | Giovanni Marinogewählt   | Polo del Buon Governo (FI – AN – CCD – UdC – PLD) | 24.178  | 34,5 |
|                          | Giuseppe Arnone          | Progressisti                                      | 23.539  | 33,6 |
|                          | Calogero Firetto         | Patto per l’Italia                                | 8.855   | 12,6 |
|                          | Enrico Quattrocchi       | Iniziativa Democratica                            | 8.082   | 11,5 |
|                          | Antonio Giuseppe Sinesio | Solidarietà Occupazione Sviluppo                  | 5.467   | 7,8  |
| Gesamt                   | Gesamt                   | Gesamt                                            | 70.121  | 100  |
|                          |                          |                                                   |         |      |
| Ungültige Stimmen        | Ungültige Stimmen        | Ungültige Stimmen                                 | 10.056  | 12,5 |
| Wähler                   | Wähler                   | Wähler                                            | 80.177  | 66,2 |
| Wahlberechtigte          | Wahlberechtigte          | Wahlberechtigte                                   | 121.185 |      |
|                          |                          |                                                   |         |      |
| Quelle: Innenministerium |                          |                                                   |         |      |

##### Listenstimmen
| Parteien                    | Parteien                         | Parteien                           | Stimmen | %    |
| --------------------------- | -------------------------------- | ---------------------------------- | ------- | ---- |
|                             | Polo del Buon Governo            | Forza Italia                       | 22.187  | 32,6 |
| Alleanza Nazionale          | Polo del Buon Governo            | 7.844                              | 11,5    |      |
| ↳ Gesamt                    | Polo del Buon Governo            | 30.031                             | 44,1    |      |
|                             | Progressisti                     | Partito Democratico della Sinistra | 13.936  | 20,5 |
| La Rete                     | Progressisti                     | 5.040                              | 7,4     |      |
| Partito Socialista Italiano | Progressisti                     | 1.770                              | 2,6     |      |
| Federazione dei Verdi       | Progressisti                     | 725                                | 1,1     |      |
| Alleanza Democratica        | Progressisti                     | 451                                | 0,7     |      |
| ↳ Gesamt                    | Progressisti                     | 21.922                             | 32,2    |      |
|                             | Patto per l’Italia               | Partito Popolare Italiano          | 6.082   | 8,9  |
| Patto Segni                 | Patto per l’Italia               | 2.610                              | 3,8     |      |
| ↳ Gesamt                    | Patto per l’Italia               | 8.692                              | 12,8    |      |
|                             | Solidarietà Occupazione Sviluppo | Solidarietà Occupazione Sviluppo   | 4.001   | 5,9  |
|                             | Lista Marco Pannella             | Lista Marco Pannella               | 2.990   | 4,4  |
|                             | Socialdemocrazia per le Libertà  | Socialdemocrazia per le Libertà    | 228     | 0,3  |
|                             | Mediterraneo                     | Mediterraneo                       | 164     | 0,2  |
| Gesamt                      | Gesamt                           | Gesamt                             | 68.028  | 100  |
|                             |                                  |                                    |         |      |
| Ungültige Stimmen           | Ungültige Stimmen                | Ungültige Stimmen                  | 12.149  | 15,2 |
| Wähler                      | Wähler                           | Wähler                             | 80.177  | 66,2 |
| Wahlberechtigte             | Wahlberechtigte                  | Wahlberechtigte                    | 121.185 |      |
|                             |                                  |                                    |         |      |
| Quelle: Innenministerium    |                                  |                                    |         |      |

#### Parlamentswahl 1996

##### Direktstimmen
| Kandidaten               | Kandidaten             | Parteien            | Stimmen | %    |
| ------------------------ | ---------------------- | ------------------- | ------- | ---- |
|                          | Giovanni Marinogewählt | Polo per le Libertà | 34.181  | 54,6 |
|                          | Angelo Errore          | L’Ulivo             | 26.056  | 41,6 |
|                          | Rosario Castronovo     | Rinnovamento        | 2.331   | 3,7  |
| Gesamt                   | Gesamt                 | Gesamt              | 62.568  | 100  |
|                          |                        |                     |         |      |
| Ungültige Stimmen        | Ungültige Stimmen      | Ungültige Stimmen   | 12.442  | 16,6 |
| Wähler                   | Wähler                 | Wähler              | 75.010  | 60,5 |
| Wahlberechtigte          | Wahlberechtigte        | Wahlberechtigte     | 124.053 |      |
|                          |                        |                     |         |      |
| Quelle: Innenministerium |                        |                     |         |      |

##### Listenstimmen
| Parteien                                          | Parteien                                   | Parteien                                   | Stimmen | %    |
| ------------------------------------------------- | ------------------------------------------ | ------------------------------------------ | ------- | ---- |
|                                                   | Polo per le Libertà                        | Forza Italia                               | 17.741  | 27,8 |
| Alleanza Nazionale                                | Polo per le Libertà                        | 8.787                                      | 13,8    |      |
| CCD – CDU                                         | Polo per le Libertà                        | 6.402                                      | 10,0    |      |
| ↳ Gesamt                                          | Polo per le Libertà                        | 32.930                                     | 51,6    |      |
|                                                   | L’Ulivo                                    | Partito Democratico della Sinistra         | 11.732  | 18,4 |
| Popolari per Prodi (PPI – SVP – PRI – UD – Prodi) | L’Ulivo                                    | 5.701                                      | 8,9     |      |
| Rinnovamento Italiano                             | L’Ulivo                                    | 2.868                                      | 4,5     |      |
| Federazione dei Verdi                             | L’Ulivo                                    | 1.033                                      | 1,6     |      |
| ↳ Gesamt                                          | L’Ulivo                                    | 21.334                                     | 33,4    |      |
|                                                   | Partito della Rifondazione Comunista       | Partito della Rifondazione Comunista       | 5.123   | 8,0  |
|                                                   | Lista Pannella – Sgarbi                    | Lista Pannella – Sgarbi                    | 1.833   | 2,9  |
|                                                   | Noi Siciliani – Fronte Nazionale Siciliano | Noi Siciliani – Fronte Nazionale Siciliano | 799     | 1,3  |
|                                                   | Fiamma Tricolore                           | Fiamma Tricolore                           | 721     | 1,1  |
|                                                   | Rinnovamento                               | Rinnovamento                               | 602     | 0,9  |
|                                                   | Partito Socialista                         | Partito Socialista                         | 331     | 0,5  |
|                                                   | Federalisti Liberali                       | Federalisti Liberali                       | 141     | 0,2  |
| Gesamt                                            | Gesamt                                     | Gesamt                                     | 63.814  | 100  |
|                                                   |                                            |                                            |         |      |
| Ungültige Stimmen                                 | Ungültige Stimmen                          | Ungültige Stimmen                          | 11.196  | 14,9 |
| Wähler                                            | Wähler                                     | Wähler                                     | 75.010  | 60,5 |
| Wahlberechtigte                                   | Wahlberechtigte                            | Wahlberechtigte                            | 124.053 |      |
|                                                   |                                            |                                            |         |      |
| Quelle: Innenministerium                          |                                            |                                            |         |      |

#### Parlamentswahl 2001

##### Direktstimmen
| Kandidaten               | Kandidaten             | Parteien           | Stimmen | %    |
| ------------------------ | ---------------------- | ------------------ | ------- | ---- |
|                          | Giuseppe Scaliagewählt | Casa delle Libertà | 33.194  | 47,3 |
|                          | Alfonso Lo Zito        | L’Ulivo            | 25.612  | 36,5 |
|                          | Settimio Cantone       | Democrazia Europea | 8.653   | 12,3 |
|                          | Francesco Samaritano   | Lista Di Pietro    | 1.560   | 2,2  |
|                          | Renato Gentile         | Lista Emma Bonino  | 1.185   | 1,7  |
| Gesamt                   | Gesamt                 | Gesamt             | 70.204  | 100  |
|                          |                        |                    |         |      |
| Ungültige Stimmen        | Ungültige Stimmen      | Ungültige Stimmen  | 7.285   | 9,4  |
| Wähler                   | Wähler                 | Wähler             | 77.489  | 62,1 |
| Wahlberechtigte          | Wahlberechtigte        | Wahlberechtigte    | 124.801 |      |
|                          |                        |                    |         |      |
| Quelle: Innenministerium |                        |                    |         |      |

##### Listenstimmen
| Parteien                               | Parteien                             | Parteien                             | Stimmen | %    |
| -------------------------------------- | ------------------------------------ | ------------------------------------ | ------- | ---- |
|                                        | Casa delle Libertà                   | Forza Italia                         | 24.385  | 35,2 |
| CCD – CDU                              | Casa delle Libertà                   | 7.778                                | 11,2    |      |
| Alleanza Nazionale                     | Casa delle Libertà                   | 5.131                                | 7,4     |      |
| Nuovo PSI                              | Casa delle Libertà                   | 984                                  | 1,4     |      |
| ↳ Gesamt                               | Casa delle Libertà                   | 38.278                               | 55,2    |      |
|                                        | L’Ulivo                              | Democratici di Sinistra              | 9.528   | 13,7 |
| La Margherita (Dem – PPI – RI – Udeur) | L’Ulivo                              | 5.608                                | 8,1     |      |
| Il Girasole (FdV – SDI)                | L’Ulivo                              | 1.214                                | 1,8     |      |
| Partito dei Comunisti Italiani         | L’Ulivo                              | 771                                  | 1,1     |      |
| ↳ Gesamt                               | L’Ulivo                              | 17.121                               | 24,7    |      |
|                                        | Democrazia Europea                   | Democrazia Europea                   | 8.086   | 11,7 |
|                                        | Partito della Rifondazione Comunista | Partito della Rifondazione Comunista | 2.340   | 3,4  |
|                                        | Lista Di Pietro                      | Lista Di Pietro                      | 1.868   | 2,7  |
|                                        | Lista Emma Bonino                    | Lista Emma Bonino                    | 1.358   | 2,0  |
|                                        | Paese Nuovo                          | Paese Nuovo                          | 173     | 0,2  |
|                                        | Abolizione Scorporo                  | Abolizione Scorporo                  | 146     | 0,2  |
| Gesamt                                 | Gesamt                               | Gesamt                               | 69.370  | 100  |
|                                        |                                      |                                      |         |      |
| Ungültige Stimmen                      | Ungültige Stimmen                    | Ungültige Stimmen                    | 8.119   | 10,5 |
| Wähler                                 | Wähler                               | Wähler                               | 77.489  | 62,1 |
| Wahlberechtigte                        | Wahlberechtigte                      | Wahlberechtigte                      | 124.801 |      |
|                                        |                                      |                                      |         |      |
| Quelle: Innenministerium               |                                      |                                      |         |      |

## Von 2017 bis 2020

### Wahlkreisgebiet
Der Wahlkreis umfasste Gemeinden: 

### Wahlergebnisse

#### Parlamentswahl 2018
| Kandidaten               | Kandidaten               | Stimmen | %    | Listen                               | Stimmen | %    |
| ------------------------ | ------------------------ | ------- | ---- | ------------------------------------ | ------- | ---- |
|                          | Michele Sodanogewählt    | 62.587  | 50,5 | Movimento 5 Stelle                   | 62.587  | 50,5 |
|                          | Calogero Pisano          | 39.370  | 31,8 | Forza Italia                         | 22.712  | 18,3 |
| Lega                     | Calogero Pisano          | 39.370  | 31,8 | 7.250                                | 5,9     |      |
| Fratelli d’Italia        | Calogero Pisano          | 39.370  | 31,8 | 6.009                                | 4,9     |      |
| Noi con l’Italia – UDC   | Calogero Pisano          | 39.370  | 31,8 | 3.399                                | 2,7     |      |
|                          | Giuseppe Sodano          | 13.652  | 11,0 | Partito Democratico                  | 10.530  | 8,5  |
| Civica Popolare          | Giuseppe Sodano          | 13.652  | 11,0 | 1.830                                | 1,5     |      |
| +Europa                  | Giuseppe Sodano          | 13.652  | 11,0 | 890                                  | 0,7     |      |
| Italia Europa Insieme    | Giuseppe Sodano          | 13.652  | 11,0 | 402                                  | 0,3     |      |
|                          | Santa Guzzetta           | 3.425   | 2,8  | Liberi e Uguali                      | 3.425   | 2,8  |
|                          | Sergio Coniglio          | 1.570   | 1,3  | Il Popolo della Famiglia             | 1.570   | 1,3  |
|                          | Giuseppina Di Cristina   | 1.238   | 1,0  | Potere al Popolo!                    | 1.238   | 1,0  |
|                          | Emanuela Martorana       | 858     | 0,7  | Italia agli Italiani (FT – FN)       | 858     | 0,7  |
|                          | Sardo Sutera             | 608     | 0,5  | CasaPound Italia                     | 608     | 0,5  |
|                          | Lillo Massimiliano Musso | 534     | 0,4  | Lista del Popolo per la Costituzione | 534     | 0,4  |
| Gesamt                   | Gesamt                   | 123.842 | 100  |                                      | 123.842 | 100  |
|                          |                          |         |      |                                      |         |      |
| Ungültige Stimmen        | Ungültige Stimmen        | 5.025   | 3,9  |                                      |         |      |
| Wähler                   | Wähler                   | 128.867 | 56,3 |                                      |         |      |
| Wahlberechtigte          | Wahlberechtigte          | 228.757 |      |                                      |         |      |
|                          |                          |         |      |                                      |         |      |
| Quelle: Innenministerium |                          |         |      |                                      |         |      |

## Seit 2020

### Wahlkreisgebiet
| Wahlkreise – Camera dei deputati – Autonome Region Sizilien | Wahlkreise – Camera dei deputati – Autonome Region Sizilien | Wahlkreise – Camera dei deputati – Autonome Region Sizilien                                                                                   |
| Provinz                                                     | Provinz                                                     | Gemeinden nach Provinzen ⮞ Wahlkreis |
| ----------------------------------------------------------- | ----------------------------------------------------------- | --- |
|                                                             | Metropolitanstadt Catania (58 Gemeinden)                    | 9 ⮞ Wahlkreis Catania 34 ⮞ Wahlkreis Acireale 15 ⮞ Wahlkreis Ragusa                                                                           |
|                                                             | Metropolitanstadt Messina (108 Gemeinden)                   | 48 ⮞ Wahlkreis Messina 60 ⮞ Wahlkreis Barcellona Pozzo di Gotto                                                                               |
|                                                             | Metropolitanstadt Palermo (82 Gemeinden)                    | 1 + Teil Palermos ⮞ Wahlkreis Palermo – Settecannoli 21 + Teil Palermos ⮞ Wahlkreis Palermo – Resuttana – San Lorenzo 59 ⮞ Wahlkreis Bagheria |
|                                                             | Provinz Agrigent (43 Gemeinden)                             | 36 ⮞ Wahlkreis Agrigent 7 ⮞ Wahlkreis Gela |
|                                                             | Provinz Caltanissetta (22 Gemeinden)                        | 21 ⮞ Wahlkreis Gela 1 ⮞ Wahlkreis Ragusa |
|                                                             | Provinz Enna (20 Gemeinden)                                 | alle ⮞ Wahlkreis Barcellona Pozzo di Gotto |
|                                                             | Provinz Ragusa (12 Gemeinden)                               | alle ⮞ Wahlkreis Ragusa |
|                                                             | Provinz Syrakus (21 Gemeinden)                              | alle ⮞ Wahlkreis Syrakus |
|                                                             | Provinz Trapani (24 Gemeinden)                              | alle ⮞ Wahlkreis Marsala |

Der Wahlkreis umfasst 36 Gemeinden der Provinz Agrigent.

### Wahlergebnisse

#### Parlamentswahl 2022
| Kandidaten                          | Kandidaten                | Stimmen | %    | Listen                                                  | Stimmen | %    |
| ----------------------------------- | ------------------------- | ------- | ---- | ------------------------------------------------------- | ------- | ---- |
|                                     | Calogero Pisanogewählt    | 53.777  | 37,8 | Fratelli d’Italia                                       | 23.744  | 16,7 |
| Forza Italia                        | Calogero Pisanogewählt    | 53.777  | 37,8 | 17.928                                                  | 12,6    |      |
| Lega per Salvini Premier            | Calogero Pisanogewählt    | 53.777  | 37,8 | 9.986                                                   | 7,0     |      |
| Noi Moderati                        | Calogero Pisanogewählt    | 53.777  | 37,8 | 2.119                                                   | 1,5     |      |
|                                     | Filippo Giuseppe Perconti | 41.689  | 29,3 | Movimento 5 Stelle                                      | 41.689  | 29,3 |
|                                     | Eleonora Maria Sciortino  | 23.520  | 16,5 | Partito Democratico – Italia Democratica e Progressista | 18.827  | 13,2 |
| Alleanza Verdi e Sinistra           | Eleonora Maria Sciortino  | 23.520  | 16,5 | 1.897                                                   | 1,3     |      |
| +Europa                             | Eleonora Maria Sciortino  | 23.520  | 16,5 | 1.665                                                   | 1,2     |      |
| Impegno Civico – Centro Democratico | Eleonora Maria Sciortino  | 23.520  | 16,5 | 1.131                                                   | 0,8     |      |
|                                     | Roberto Battaglia         | 9.887   | 7,0  | Sud chiama Nord                                         | 9.887   | 7,0  |
|                                     | Leonardo Ciaccio          | 8.147   | 5,7  | Azione – Italia Viva                                    | 8.147   | 5,7  |
|                                     | Maurizio Michele Blò      | 2.430   | 1,7  | Italexit per l’Italia                                   | 2.430   | 1,7  |
|                                     | Calogero Bavetta          | 1.460   | 1,0  | Italia Sovrana e Popolare                               | 1.460   | 1,0  |
|                                     | Eleanna Durante           | 1.307   | 0,9  | Unione Popolare                                         | 1.307   | 0,9  |
| Gesamt                              | Gesamt                    | 142.217 | 100  |                                                         | 142.217 | 100  |
|                                     |                           |         |      |                                                         |         |      |
| Ungültige Stimmen                   | Ungültige Stimmen         | 21.397  | 13,1 |                                                         |         |      |
| Wähler                              | Wähler                    | 163.614 | 57,7 |                                                         |         |      |
| Wahlberechtigte                     | Wahlberechtigte           | 283.670 |      |                                                         |         |      |
|                                     |                           |         |      |                                                         |         |      |
| Quelle: Innenministerium            |                           |         |      |                                                         |         |      |